# Pangkul
Pangkul is een bestuurslaag in het regentschap Prabumulih van de provincie Zuid-Sumatra, Indonesië. Pangkul telt 3048 inwoners (volkstelling 2010).